# 拉特克里夫
拉特克里夫（Ratcliff）是倫敦的一個地區，位於泰晤士河北岸，沙德韋爾和石灰屋之間。現在拉特克里夫在行政區劃上屬於哈姆雷特塔倫敦自治市。1794年，拉特克里夫曾發生大火，是1666年倫敦大火至1940年倫敦大轟炸之間倫敦最大規模的大火。